# 三遊亭歌る多
三遊亭 歌る多（さんゆうてい かるた、1962年10月9日 - ）は、日本の落語家。落語協会所属。本名∶金井 ひとみ。出囃子は『正月娘』。東京都荒川区南千住出身。

## 経歴
小学校から大学中退まで松戸市で育つ。松戸市立小金中学校、國學院高等学校卒業。中学・高校はコーラス部に所属。「春風亭小朝の夜はともだち」がきっかけで足を運んだ落語に魅了される。
1981年9月、國學院大學経済学部を中退し、三代目三遊亭圓歌に入門、前座名は歌代。
1987年5月に二ツ目に昇進し、歌る多に改名。
1993年3月、古今亭菊千代と共に落語協会初の女真打に昇進。その後2002年2月に女真打の扱いがなくなり、通常の真打と同じ扱いになる。2010年7月に落語協会理事に就任。
2018年から毎年1月31日、新宿末廣亭の余一会で落語協会所属の女性落語家が全員出演する「落協レディース只今参上！」をプロデュースしている。当初は昼の部のみだったが、人数が増えて2020年より昼夜の開催となっている。

## 芸歴
- 1981年9月∶三代目三遊亭圓歌に入門、前座名「歌代」。
- 1987年5月∶二ツ目昇進、「歌る多」と改名。
- 1993年3月∶真打昇進。
- 2010年∶落語協会理事に就任。

## 人物
浅草演芸ホール8月中席で毎年行われる住吉踊り連に所属している。

## 出演

### テレビ
- 『はぐれ刑事純情派』 第6シリーズ 第10話 「勘当された娘 落語家に化けた刑事」（テレビ朝日、1993年6月9日）
- 『ザ・ノンフィクション』おんな落語家への道（フジテレビ、2011年1月16日）

### 映画
- 『二つ目物語』（2022年、林家しん平監督、クロスロード）-　「モテ男惚れ女」絵馬亭梅子 役

## 弟子

### 真打
- 弁財亭和泉
- 三遊亭律歌

### 廃業
- 三遊亭いろは

### 移籍
- 三遊亭日るね - 2017年1月に廃業したが、同年7月三代目桂伸治に再入門し、桂しん乃を経て桂しん華となる。

## 関連書籍
- 石井妙子「日本の天井 時代を変えた「第一号」の女たち」（KADOKAWA、2019年）ISBN 9784041059302 -「第七章　望んだのは、優遇ではなく、同等の扱い――落語家・三遊亭歌る多」